# Marta Skiba
Marta Anna Skiba – polska inżynier, dr hab. nauk technicznych, profesor uczelni Instytutu Budownictwa Wydziału Budownictwa, Architektury i Inżynierii Środowiska Uniwersytetu Zielonogórskiego.

## Życiorys
W 1995 ukończyła studia architektury i urbanistyki w Politechnice Wrocławskiej, 7 stycznia 2004 obroniła pracę doktorską Możliwość realizacji programu "Miasta frontem ku Odrze" na obszarze województwa lubuskiego. Aspekty krajobrazowe, 24 kwietnia 2019 habilitowała się na podstawie pracy zatytułowanej Społeczna percepcja krajobrazu kulturowego. Rozwój metod oceny. Została zatrudniona na stanowisku adiunkta w Instytucie Budownictwa na Wydziale Inżynierii Lądowej i Środowiska Uniwersytetu Zielonogórskiego.
Jest profesorem uczelni Instytutu Budownictwa Wydziału Budownictwa, Architektury i Inżynierii Środowiska Uniwersytetu Zielonogórskiego.
Od 1998 do 2000 była redaktorem kolumny „Wokół domu” Gazety Lubuskiej w Zielonej Górze.